# نظريات بديلة لموقع مورافيا العظمى
النظريات البديلة لموقع مورافيا العظمى تقترح أن المنطقة الأساسية «لمورافيا العظمى»، الدولة السلافية من القرن التاسع، لم تكن مقتصرة على منطقة شمال نهر مورافا (في جمهورية التشيك الحالية). وقد ظهرت مورافيا بعد سقوط خاقان الآفار في أوائل القرن التاسع. وازدهرت في عهد سفياتوبولك الأول في النصف الثاني من القرن التاسع، لكنها انهارت في العقد الأول من القرن العاشر. واعتبرت «مورافيا العظمى» نمطًا بدائيًا لتشيكوسلوفاكيا، الدولة المشتركة بين التشيك والسلوفاك في القرن العشرين، وقد ورد ذكر إرثها في ديباجة دستور سلوفاكيا.
تعتبر العديد من جوانب تاريخ مورافيا (بما في ذلك امتدادها الإقليمي والوضع السياسي) موضوع خلافات علمية. وقد بدأ نقاش حول موقع أراضيها الأساسية في النصف الثاني من القرن العشرين. واقترح إيمري بوبا أن مركز مورافيا كان يقع بالقرب من نهر مورافا الجنوبي (في صربيا الحالية). ورفض معظم المتخصصين (بما في ذلك هيرويغ ولفرام وفلورين كورتا) نظرية بوبا، ولكن جرى تطويرها من قبل مؤرخين آخرين، بما في ذلك تشارلز بولس ومارتن إيغرز. بالإضافة إلى نظرية «مورافيا الجنوبية» جرى اقتراح نظريات جديدة تدافع عن وجود كيانين لمورافيا باسم «مورافيا العظمى والصغرى»، أو تجادل بأن مركز مورافيا كان عند التقاء نهري تيسا وموريش. لكن الأدلة الأثرية لا تدعم النظريات البديلة، لأنه لم يمكن توثيق وجود مراكز القوة في القرن التاسع إلا على طول نهر مورافا الشمالي بما يتفق مع وجهة النظر التقليدية. ومع ذلك فإن العلماء الذين يقبلون وجهة النظر التقليدية «لمورافيا الشمالية» لم يشرحوا بشكل كامل بعض التناقضات بين المصادر المكتوبة والأدلة الأثرية. مثلًا تشير المصادر المكتوبة إلى تحرك الجيوش جنوبًا عند ذكر غزو مورافيا من دوقية بافاريا.

## مورافيا العظمى
ظهر المورافيون كقبيلة سلافية فردية بعد سقوط خاقان الآفار في أوائل القرن التاسع. وجرى تسجيل أول إشارة إليهم في عام 822 م في حوليات الفرنجة الملكية بعد أكثر من قرن من الزمان، وذكر الإمبراطور البيزنطي قسطنطين بورفروجنيتوس دولتهم باسم «ميغيل مورافيا» أو «مورافيا العظمى». والاسم الذي لم يرد ذكره في مصادر أولية أخرى جرى تفسيره بطرق مختلفة. فقد تشير كلمة «ميغيل» إما إلى إقليم كان يقع «بعيدًا» عن القسطنطينية أو إلى نظام حكم سابق كان قد اختفى بحلول منتصف القرن العاشر. 
أول حاكم مورافي معروف هو موجمير الأول، الذي ساعد الرعايا المتمردين عدة مرات ضد لودفيش الجرماني ملك مملكة الفرنجة الشرقية. وخلال فترة حكمه جاء كهنة من أسقفية باساو (أسقفية من مطرانية سالزبورغ) للتبشير بين المورافيين. وقد طرد لودفيش الجرماني موجمير من مورافيا عام 846. وفي محاولة لتقليل تأثير رجال الدين الجرمان طلب ابن أخ موجمير وخليفته راستيسلاف كهنة من الإمبراطورية البيزنطية في أوائل ستينيات القرن التاسع. وأرسل الإمبراطور ميخائيل الثالث والبطريرك فوتيوس شقيقين هما القديسان كيرلس وميثوديوس إلى مورافيا. وبدأ الشقيقان بترجمة النصوص الليتورجية إلى اللغة السلافية الكنسية القديمة في مورافيا. وجرى تكريس ميثوديوس بعد وفاة أخيه كرئيس أساقفة من قبل البابا أدريان الثاني في روما عام 869. وبموجب قرار البابا أصبحت مورافيا مملكة ابن أخ راستيسلاف سفياتوبولك ونطاقات بانونيا في كوسو ضمن اختصاص ميثوديوس، ما تسبب في صراعات مع رؤساء أساقفة سالزبورغ.
احتل لودفيش الجرماني مورافيا وخلع راستيسلاف عن العرش، وسجن الأساقفة البافاريون ميثوديوس عام 870. ووحد سفياتوبولك مملكته مع مورافيا نحو عام 871 ووسع المنطقة التي كانت تحت حكمه خلال العقود التالية. وجرى إطلاق سراح ميثوديوس بناءً على طلب البابا يوحنا الثامن عام 873. ومع ذلك بعد وفاته عام 885 طرد تلاميذه من مورافيا. وتوفي سفياتوبولك عام 894. ثم تفككت مملكته لأن الصراعات الداخلية قد ظهرت بعد وفاته. أما المجريون الذين استقروا في حوض الكاربات نحو عام 895 دمروا مورافيا في العقد الأول من القرن العاشر.

## تطور النظريات البديلة
بدأت الدراسة المنهجية لتاريخ مورافيا في القرن التاسع عشر متأثرة بأفكار الرومانسية والقومية السلافية. وتلونت المناقشات العلمية أيضًا بالمناقشات السياسية لعدة قرون. وبعد تأسيس تشيكوسلوفاكيا في عام 1918، اعتبرت «مورافيا العظمى» نمطًا بدائيًا للدولة المشتركة بين التشيك والسلوفاك. وأشار إليها المندوبون التشيكوسلوفاكيون عندما دافعوا عن الاعتراف بالدولة الجديدة. وفي عام 1963 أكدت الاحتفالات الرسمية بالذكرى المئوية الحادية عشرة لبعثة قسطنطين (كيرلس) وميثوديوس في تشيكوسلوفاكيا على الاستمرارية بين الدولة في العصور الوسطى المبكرة وخليفتها الحديثة. ويمكن العثور على إشارة إلى «مورافيا العظمى» في ديباجة كل من دستور عام 1948 لجمهورية تشيكوسلوفاكيا ودستور سلوفاكيا لعام 1992.
تخضع العديد من جوانب تاريخ مورافيا للنقاش العلمي. ويشكك معظم العلماء المعاصرين في أوصاف المؤرخين الأقدم «لإمبراطورية مورافيا العظمى» مع مناطق شاسعة مندمجة بشكل دائم داخلها. وتناقض الدراسات المنشورة في تسعينيات القرن العشرين أيضًا الحجة القائلة بأن مورافيا وصلت إلى مستوى حالة مبكرة من العصور الوسطى (نظام حكم دائم ومستقر) خلال تاريخها. 
وفقًا لوجهة النظر التقليدية كانت المنطقة الأساسية لمورافيا تقع على طول نهر مورافا الشمالي، أحد روافد نهر الدانوب في جمهورية التشيك الحالية. كان جوارج سكلينار المؤرخ السلوفاكي من القرن الثامن عشر أول من اقترح موقعًا بديلًا. وجادل بأن مورافيا كانت تتمركز في الأصل حول سيرميوم (الآن سريمسكا ميتروفيتشا في صربيا)، حيث توسعت في الشمال إلى الأراضي التي تشكل الآن جمهوريتي التشيك وسلوفاكيا. وفي عام 1813 وضع عالم اللغة السلوفيني جيرني كوبيتار هذه الفرضية مقترحًا أن مورافيا كانت في الواقع اسمًا لمدينة. وبعد تسع سنوات أيد المؤرخ النمساوي فريدريش بلومبرغر هذه النظرية، وجادل مع جوزيف دوبروفسكي، وهو معارض قوي للنظرية، حول التواريخ الأصلية لتبجيل القديسين كيرلس وميثوديوس في إقليم تشيكيا وسلوفاكيا الحديثة، وعلى مدار تاريخ هذا الخلاف كرر حجج كوبيتار بأن مورافيا كان يجب أن تكون مدينة. وبعد وفاة دوبروفسكي في عام 1829 توقف النزاع بشكل طبيعي، ونُسيت النظرية لأكثر من قرن. وجادل اللغوي الإيطالي سيرجيو بونازا في عام 2008 بأن السبب في ذلك هو حقيقة أن الباحث السلافي الكرواتي المؤثر فاتروسلاف جاجيتش مؤيد للنظرية التقليدية وناشر مراسلات كوبيتار- دوبروفسكي انتقد بشدة ما سبق، وأغفل معظم حججه من دراسة تاريخية Istoriya slavyanskoy filologii (تاريخ فقه اللغة السلافية) وذكر بلومبرغر فقط في سياق ادعاء دوبروفسكي بأنه كان الاسم المفترض لكوبيتار.
كان إيمري بوبا أول مؤرخ في القرن العشرين يتحدى وجهة النظر التقليدية. وبعد دراسة المصادر الأولية خلص إلى أن المنطقة الأساسية في مورافيا تقع بالقرب من نهر مورافا الجنوبي حول سيرميوم. ونشر نظريته في دراسة (إعادة النظر في تاريخ مورافيا: إعادة تفسير مصادر القرون الوسطى) في عام 1971. ورفض معظم مؤرخي أوروبا الوسطى (بما في ذلك هيرويغ ولفرام وجوزيف بوليك وإستفان بونا) حجته، لكن علماء آخرين بما في ذلك تشارلز بولس ومارتن إيغرز طوروها في التسعينيات من القرن العشرين. ووفقًا لفلورين كورتا الذي لا يدعم النظريات البديلة كتب بولس «العرض الأكثر أناقة» لمناقشة تلك النظريات. ويجادل العلماء الذين يدعمون الحدود التقليدية بأنه لا يوجد دليل أثري يثبت وجود مركز قوة في القرن التاسع في الأراضي حيث تشير النظريات البديلة إلى أن منطقة مورافيا الأساسية كانت. ومن ناحية أخرى أثبتت الحفريات وجود مراكز قوة مهمة في ميكولوتشتسه وبوهانسكو ومستوطنات أخرى شمال نهر الدانوب الأوسط في القرن التاسع كما تنبأت به وجهة النظر التقليدية.